# Banco da Província
Banco da Província foi o primeiro banco comercial do Rio Grande do Sul fundado em 1º de julho de 1858 por Lopo Gonçalves Bastos, João Batista Ferreira de Azevedo, José Antônio Coelho Júnior, entre outros comerciantes, com a finalidade de facilitar suas transações comerciais.
As tentativas de fundar o banco iniciaram em 1854, mas foram retardados pelos entraves burocráticos. Começou suas atividades com quatro funcionários, em um prédio alugado na rua da Praia, esquina com a rua de Bragança. A primeira diretoria era constituída de Manuel Ferreira Porto (presidente), João Pereira Machado (secretário) e os diretores José Dias de Souza, José Joaquim dos Santos Ferreira, José Pedro Alves, José Inocêncio Pereira e Lopo Gonçalves.
Em 1859, comprou um prédio no Largo da Alfândega, onde funcionou até 1885, quando inaugurou a nova sede na esquina da rua Sete de Setembro com Gen. Câmara.
O decreto imperial que autorizou seu funcionamento, também autorizou a emissão de papel-moeda, licença usada por pouco tempo, a partir de 1860, por causa das dificuldades como: as notas serem impressas em Londres, o pesado imposto sobre o valor da emissão e os custos com o fiscal nomeado pelo poder público para atuar junto ao banco; esta experiência foi encerrada no ano seguinte.
Na década de 1890 começou uma política expansionista, implantando agências no interior do Rio Grande do Sul. Em 1895, o compra o acervo das filiais do Banco da República do Brasil no Rio Grande do Sul, cuja liquidação seria decretada em 1900.
Em 1909 foi autorizado a implantar a Caixa de Depósitos, com a qual pode receber depósitos e conceder empréstimos populares e descontar letras comerciais, bem como estender seus serviços também ao interior do Estado.
No ano seguinte inicia a concessão de empréstimos hipotecários e de prazos longos ao setor rural, cobrindo uma lacuna histórica. Em 1910 também inicia o financiamento de obras públicas, como a ferrovia São Pedro do Sul – São Borja, com um ramal ligando Santiago do Boqueirão a São Luiz Gonzaga, iluminação pública e os primeiros projetos da Companhia Carris Porto-Alegrense. Também em 1910 forma um consórcio com o Dresdner Bank, Bank für Handel und Industrie de Berlim e pela construtora Bau und Betribskonsortium Backstein-Koppel para a construção da ferrovia Taquari-Passo Fundo.
Com o início da Primeira Guerra Mundial, em 1914, sofreu os reflexos da crise econômica, sendo obrigado a reduzir sua atividade, tendo fechado algumas filiais e liquidado a carteira de crédito real, que emprestava a longo prazo e juros baixos. Em 1920 possuía 33 agências, tendo iniciado um breve período de expansão. A Revolução de 1923 interrompeu os planos, levando a um aumento de inadimplência, que só se alterou em 1926 com um novo período de expansão, interrompido pela Crise de 1929. Em compensação, em 1930, o governo do Estado, o nomeou seu agente financeiro.

## Últimos anos e fusão
Em 1967 ainda num esforço expansionista incorporou três bancos dos quais mantinha o controle acionário: Banco de Curitiba, Banco Magalhães Franco e Banco Prado Vasconcellos Júnior (este com sede e uma filial no Rio e outra filial em Aracaju); assim passou a ter 52 filiais fora do Rio Grande do Sul. No mesmo ano tornou-se o primeiro banco gaúcho a criar uma carteira de crédito imobiliário, além de incorporar a Produsul e a Intersul.
Em 1969 sofreu intervenção do governo do Rio Grande do Sul, sob a alegação que alguns grupos de fora do estado engendravam assumir o controle da instituição, a mais antiga do estado e com grandes interesses na economia rio-grandense. Foi assim declarado de "utilidade pública", à revelia de seus acionistas e diretoria, em ato assinado pelo governador Walter Peracchi Barcelos - após numerosas reuniões, os acionistas se comprometeram a não venderem suas ações e o decreto foi revogado. Porém a intervenção do governo levou a perda de confiança no banco com consequências nefastas ao seu desempenho, com perdas na captação e a necessidade de operações de redesconto onerosas.
Em 1970 o banco teve seu controle assumido por uma holding vinculada ao Montepio da Família Militar e a APLUB, que passou a planejar sua fusão com outras instituições do estado, entre elas o Banmércio, que já era controlado pela APLUB. Nesse período foram fechadas 5 agências: 4 no Paraná e uma em Campina Grande, reduzindo seu número de agências para 99 e o de funcionários de 3279 para 2588.
Em 1972 funde-se com o Banco Nacional do Comércio (Banmércio) e o Banco Industrial e Comercial do Sul (Sulbanco), dando origem ao Banco Sul Brasileiro.

## Arquitetura das agências
A sede do banco  em Cachoeira do Sul, inaugurada em 8 de setembro de 1927, teve o projeto  do engenheiro e arquiteto italiano Domingos Rocco, sendo tombado pelo Conselho Municipal do Patrimônio Histórico-Cultural, em 1985.
Em Passo Fundo o banco foi inaugurado em 1922, sua antiga agência permanece enriquecendo com sua presença e história o espaço urbano de Passo Fundo, localizado na Rua Bento Gonçalves, esquina com a Rua Moron, junto a praça Marechal Floriano no centro da cidade.
Sua antiga sede na Praça da Alfândega em Porto Alegre foi construída pelo arquiteto alemão Theodor Wiederspahn, hoje é sede do Santander Cultural.